# Jorge García Torre
Jorge García Torre (* 13. Januar 1984 in Gijón), genannt Jorge, ist ein spanischer Fußballspieler, der zurzeit beim spanischen Zweitligisten Real Murcia unter Vertrag steht und hauptsächlich als Verteidiger eingesetzt wird.